# Lembaga Penerbangan dan Antariksa Nasional

Logo Lembaga Penerbangan dan Antariksa Nasional

Lembaga Penerbangan dan Antariksa Nasional (LAPAN) – indonezyjska państwowa agencja kosmiczna. Została założona w 1963 roku.
W 2014 r. stanowisko kierownika agencji objął Thomas Djamaluddin.